# Pentobesa aroata
Pentobesa aroata är en fjärilsart som beskrevs av William Schaus 1901. Pentobesa aroata ingår i släktet Pentobesa och familjen tandspinnare. Inga underarter finns listade i Catalogue of Life.